# Pilisvörösvárért emlékérem

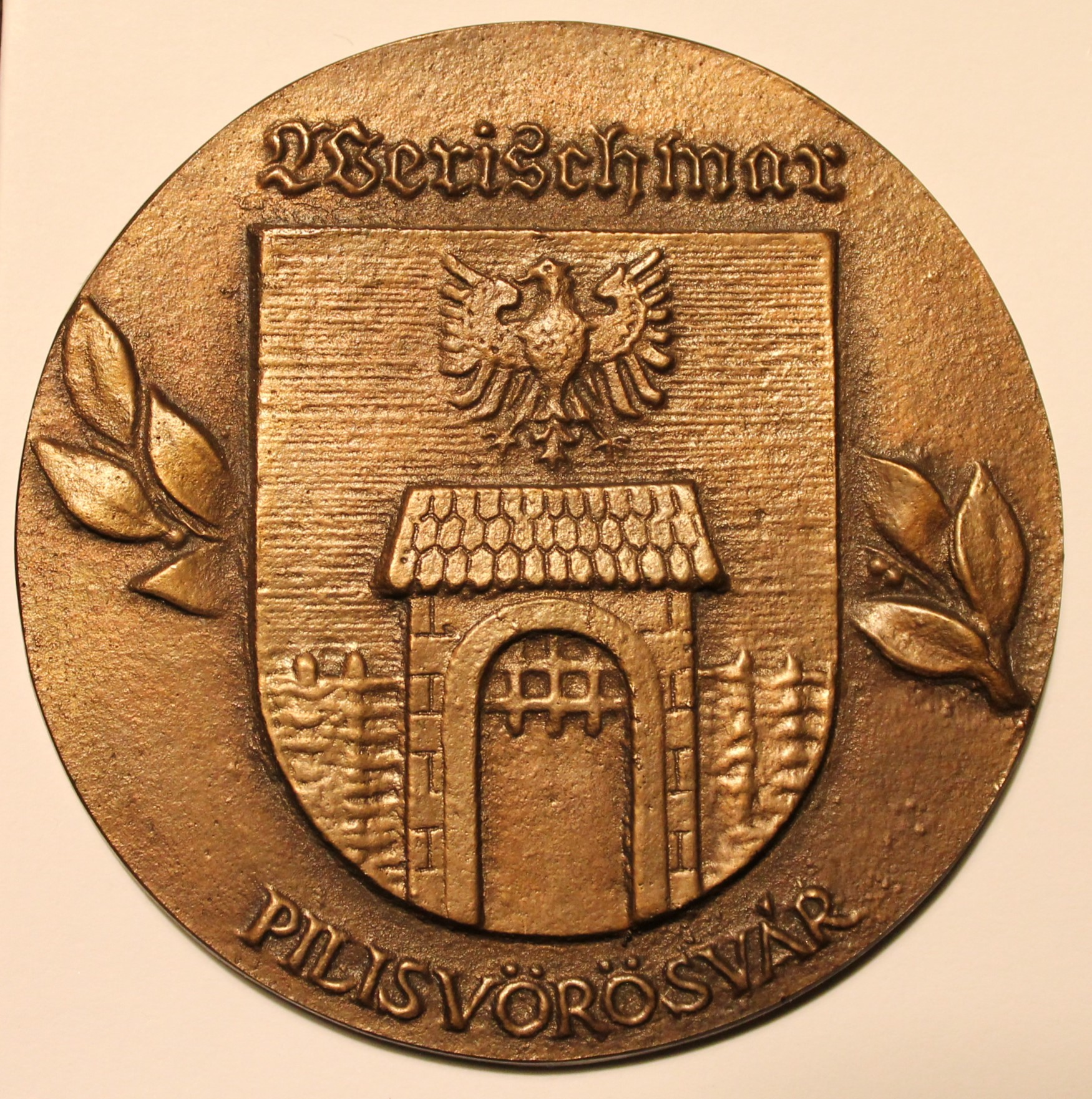
Pilisvörösvárért emlékérem

A Pilisvörösvárért emlékérem Pilisvörösvár Város Önkormányzatának elismerő kitüntetése a városért tevékenykedő magánszemélyeknek és egyesületeknek.
Pilisvörösvár Város Önkormányzatának képviselő-testülete 6/1993. III. 4. sz. rendeletével alapította meg a Pilisvörösvárért emlékérmet, amely „azoknak a magánszemélyeknek, csoportoknak, egyesületeknek, társadalmi vagy gazdasági szervezeteknek adományozható, akik vagy amelyek a város társadalmi, gazdasági, szociális, kulturális és sportéletének bármely ágazatában (közigazgatás, oktatás-nevelés, zene, tánc, képzőművészet, irodalom, egészségügy, szociális gondozás, tudományos élet, testnevelés és sport, közbiztonság, katasztrófavédelem stb.) az adott évben kiemelkedően hasznos munkát végeztek, ill. maradandó eredményt értek el.”
Az emlékérem adományozására javaslatot tehet:
- bármely önkormányzati képviselő,
- az Önkormányzat állandó vagy ideiglenes bizottsága,
- bármely helyi egyesület és társadalmi szervezet,
- bármely magánszemély.

## A kitüntetés leírása
„Az emlékérem:
- anyaga: futtatott bronz,
- alakja: 8 cm átmérőjű, 3 mm vastag korong,
- felirata: felül: Pilisvörösvárért, alul: évszám, közepén: Pilisvörösvár Város címere látható.
- tokja: 10 x 10 cm, négyzet alakú."[1]

Az egyoldalas emlékérem (pontosabban plakett)  Bajnok Béla pilisvörösvári szobrászművész alkotása.
„A mappa:
A/4-es méretű, bársonybevonatú, sötétkék színű mappa, Pilisvörösvár város címerével.
Az oklevél szövege:
Pilisvörösvár Város Önkormányzata [...] asszonynak/úrnak a [...] terén kifejtett kiemelkedő munkájának elismeréseként Pilisvörösvárért emlékérmet adományoz.”

## Pilisvörösvárért emlékérmesek
- 1994. Pilisvörösvári Sport Club
- 1995. Zemplényi Józsefné (sz: Solnai Teréz) óvőnő, óvodavezető
- 1995. Manhertz Mátyásné óvónő
- 1995. Albel Attiláné tanítónő
- 1996. Fetter Ottóné (Szontág Anna), az OTP helyi fiókjának vezetője
- 1997. Gromon Andrásné, a Tájház létrehozója
- 1997. Dr. Váradi Monika Mária szociológus, a „Vörösvári történet” c. könyv szerzője
- 1997. Dr. Franz Walper prelátus
- 1997. Pilisvörösvári Önkéntes Tűzoltó Egyesület
- 1998. Dr. Hidas István háziorvos
- 1998. Denk Ferenc, a Pilisvörösvári Önkéntes Tűzoltó Egyesület örökös elnöke
- 1998. Mező Barna – a Magyar Terranova Kft. nyugalmazott igazgatója
- 1999. Dr. Kemény Cecília gyermekorvos
- 2000. id. Stifter Ferenc labdarúgóedző – posztumusz
- 2001. Oláh Imre középiskolai tanár, a gimnázium címzetes igazgatója
- 2001. Deák Vilmosné, sz. Löffler Józsa tanítónő
- 2002. Dornbach Ferencné, sz. Szatura Anna tanítónő
- 2002. prof. Manherz Károly, az ELTE BTK dékánja
- 2002. Bravi Buam zenekar
- 2002. Dr. Rajkai Sára sebész-főorvos
- 2003. Kapitány Györgyné, sz. Lieber Ida tanítónő, igazgatóhelyettes – posztumusz
- 2003. Steckl János labdarúgóedző – posztumusz
- 2003. Péts József kórustitkár – posztumusz
- 3003. Dr. Harmat Attiláné tanár
- 2003. Németh János zenetanár
- 2004. Majerczyk Waldemar vállalkozó
- 2004. Mátrai Mátyás üvegcsiszoló mester
- 2004. Drávecz Ferenc rendőr zászlós
- 2004. Koós Ferenc tanár, igazgatóhelyettes
- 2005. Kohlhoffer Mihály, a Német Nemzetiségi Vegyeskórus elnöke
- 2005. Pilisvörösvári Német Nemzetiségi Fúvószenekar
- 2005. Gyurkó Lászlóné védőnő
- 2006. Fazekas Krisztina kajakos
- 2006. Bokor Árpádné nyugdíjas tanítónő
- 2006. Margittai Csabáné óvónő – posztumusz
- 2007. Wenczl Mihály méhész
- 2007. Benkó Barbara hegyikerékpáros és Benkó László kerékpárosedző
- 2008. Rudolf Keszler családfakutató
- 2009. Andrusch-Fóti Mária és Müller Márta, a „Kriaz kaut! – Grüß Gott!” című nyelvjáráskönyv szerzői
- 2009. Schreck Róbertné és Víg Jánosné, a templomi énekkar tagjai
- 2010. Draxler Éva művelődésszervező – posztumusz
- 2010. Német Nemzetiségi Vegyeskórus
- 2011. Kovács László Kertbarát Kör
- 2012. Feldhoffer János zenekarvezető
- 2012. Zelenai István bányamérnök
- 2012. Neubrandt Ferenc és Neubrandt Ferencné karnagyok
- 2013. Bányai József asztalosmester, a Bányai Bútorok Kft. megalapítója
- 2013. Sax László, a Pilisvörösvári Német Nemzetiségi Önkormányzat elnöke
- 2014. „A Tempo” Koncertfúvós Zenekar
- 2014. Pilisvörösvári Német Nemzetiségi Táncegyüttes és Wenczl József táncos koreográfus
- 2015. Fogarasy Attila tanár újságszerkesztő, helytörténeti kutató
- 2015. özv. Hoffer Károlyné sz. Zs. Dobozy Erzsébet költő, író
- 2016. Nosztalgia Dalkör
- 2016. Manhercz Krisztián vízilabdázó olimpikon
- 2017. Manhertz István díszítőszobrász
- 2017. Oláhné Szabó Anita zenepedagógus, intézményvezető
- 2018. Breier Fogászat és Egészségközpont – Breier László
- 2018. Tácsik Pékség és Cukrászda – Tácsik Tamás
- 2019. Buzás Bálint karmester
- 2019. Prohászka István elnök és Guth Ferenc elnökhelyettes, Pilisvörösvári Nyugdíjas Klub (megosztott)
- 2020. Krizsán Pál tanár
- 2020. Pilisi-medence Egészségügyi Alapítvány
- 2021. Hoós Sándor zenetanár, a Pilisvörösvári Cziffra György AMI volt igazgatója
- 2021. Zsámboki Szabolcs, a „Népviselet Pilisvörösváron” c. könyv szerzője
- 2022. Stube Étterem
- 2022. Koczor Miklós és Megyesi Zoltán, a Kálvária-domb megtisztításának kezdeményezői
- 2022. Herbszt Györgyné, a Pilisvörösvári Babamúzeum létrehozója, a „Szeretett babáim” c. könyv szerzője és kiadója
- 2022. Fetter Erik kerékpárversenyző
- 2023. UBM cégcsoport
- 2023. Merk József vállalkozó
- 2023. Hegyváriné Denk Ibolya gyermekkönyvtáros
- 2024. Rásonyi Győzőné fényképész
- 2024. Balla Sándor plébános

1. 1 2 3  Archivált másolat. [2018. január 21-i dátummal az eredetiből archiválva]. (Hozzáférés: 2018. január 20.)